# Dana Roman
Pour les articles homonymes, voir Roman.
Dana Roman, née Dana Constantinescu le 7 août 1945 à Bucarest (Roumanie) est une artiste peintre et graveuse abstraite.
En France depuis 1968, elle a épousé en 1973 le sculpteur roumain Victor Roman (1937-1995) et a vécu à Nogent-sur-Marne.

## Biographie
Jean-Pierre Delarge rapporte que la profonde attirance de Dana vers l'art des Aborigènes d'Australie « dont elle reste imbibée » remonte à l'âge de cinq ans où sa mère les lui fait découvrir au travers de livres d'arts décoratifs.
Dana Roman est l'élève de l'Institut d'arts plastiques Nicolae-Grigorescu de Bucarest, puis en 1968 de l'École des beaux-arts de Paris où elle entre dans l'atelier du graveur Robert Cami.
Elle s'installe au Hameau des artistes de la Fondation nationale des arts graphiques et plastiques de Nogent-sur-Marne, épouse Victor Roman en 1973 puis achète avec lui une maison à Saron-sur-Aube où ils se retirent ensemble plusieurs mois dans l'année pour travailler.
Les titres de ses tableaux énoncent des sources d'inspiration qui vont bien au-delà de l'art aborigène souvent suggéré : la symbolique tibétaine (Mandala des divinités lunaires, 1980, Mandala au triangle rouge, 1989, Mandala au centre vert, 1991), un imaginaire cosmogonique (Expédition sur Mars, 1970, Matin sur la planète rouge, 1973, Extraterrestres, 1986, Mélodies astrales, 1992, Explosion stellaire, 2003), les Arts premiers d'Afrique (la série Astre dogon, 1997), l'univers foisonnant des insectes, de la cellule, du protozoaire, de l'infiniment petit (Bratachomyomachia, 1976, Cellule ouverte, 1993), les propres impressions de voyages de Dana (Souvenirs du Mexique, 1989). Sa série des Portes (autour de 1994) est par ailleurs construite selon les lois de la symétrie qui énoncent une grande connaissance de l'Art brut, de l'œuvre d'Augustin Lesage en particulier.
Outre la peinture et la gravure, Dana Roman a réalisé, dans l'esprit de son œuvre, des cartons pour la Tapisserie d'Aubusson, des vitraux avec les ateliers Loire, des créations d'arts décoratifs pour la Porcelaine de Limoges, pour la Faïence de Sarreguemines et pour la Faïence de Salins.
Son fonds d'atelier est vendu aux enchères : la première vente a lieu le 17 mai 2006, la deuxième le 4 avril 2011 et la troisième le 12 novembre 2012.

## Expositions

### Expositions personnelles
- Centre culturel de la Villedieu, Élancourt, 1980.
- Galerie du Haut-Pavé, Paris, 1981.
- Galerie de la Closerie des Lilas, Paris, 1982.
- Fondation Strafor, Paris, 1983.
- Galerie-librairie Espace bleu, Paris, 1987.
- Galerie Francine Fontaine, Paris, 1989.
- Espace Saint-Jean, Melun, 1991.
- Galerie Magdalena Kaiser, Siegen, 1991.
- Musée de Sarreguemines, 1991.
- Musée des beaux-arts et d'archéologie de Libourne, 1991.
- Musée d'art moderne de Troyes, 1992.
- Musée de l'Ardenne, Charleville-Mézières, 1996.
- Musée Pierre-Noël de Saint-Dié, 1996.
- Musée de Chaumont (Haute-Marne), 1996.
- Dana Roman : peintures, tapis, tapisseries, Musée Bargoin (Musée du tapis et des arts textiles), Clermont-Ferrand, juillet-septembre 2001[7].
- Maison de la Chicorée d'Orchies, 2001.
- Centre culturel Balavoine, Arques (Pas-de-Calais), 2002.
- Musée Labenche, Brive-la-Gaillarde, 2004.

### Expositions avec Victor Roman
- Galerie Oly, Gelnhausen, 1973.
- Musée du Donjon, Niort, 1996.
- Musée hongrois des arts décoratifs, Budapest, 1997.
- Museum für Literatur am Oberrhein, Karlsruhe, 1997.
- Musée des beaux-arts de Reims, 1998.
- Institut hongrois de Paris, 2000.
- Centre culturel roumain de Paris, 2000.
- Die Galerie, Francfort, 2000.
- Domaine de Lescombes, Eysines, 2002.
- Carré des Coignard, Nogent-sur-Marne, 2004.

### Expositions collectives
- Salon Grands et jeunes d'aujourd'hui, Paris, 1972, 1981.
- Salon des réalités nouvelles, Paris, 1974.
- Biennale internationale de la gravure, Cracovie, 1974.
- Bibliothèque nationale de France, Paris, 1978.
- Salon d'art contemporain de Montrouge, 1976, 1977.
- Musée de l'hôtel Sandelin, Saint-Omer, 1978.
- Biennale de la gravure, Baden-Baden, 1983.
- New York, 1988.
- Salon d'arts graphiques actuels (SAGA), Paris, 1988.
- Château de Vascœuil, 1991.
- De Bonnard à Baselitz, dix ans d'enrichissements du Cabinet des estampes, Bibliothèque nationale de France, Paris, 1992.
- Mythes en abîme, Commanderie des Templiers de la Villedieu, Élancourt, décembre 2013 - mars 2014[8].

## Réception critique
- « L'aplat est franc, avoué, nécessaire. La frontalité confère aux signes qui y sont énumérés quelque chose de monumental qu'il eût été impossible d'atteindre autrement. De ses origines roumaines, Dana Roman a dû conserver le goût pour ces broderies locales, ces peintures qui ornent les maisons de bois. Il s'y déroule un fabuleux petit cinéma de signes qui ne sont pas réalistes, mais inventés et narratifs, pour qui joue le jeu. On peut alors assez bien imaginer l'étonnant dessin animé qu'un tel artiste serait amené à concevoir. » - Jean-Jacques Lévêque[9]
- « Elle utilise à ses débuts le langage de l'abstraction géométrique dans des œuvres décoratives, où le rythme et la symétrie dominent. Évoluant à la fin des années soixante-dix, elle organise alors des compositions centrées à partir de signes primitifs, symboliques, de motifs embryonnaires et obtient des diagrammes proches de l'ésotérisme. On reconnaît dans son travail une inspiration hindouiste, notamment dans la série des Mandalas, des Mantras. » - Dictionnaire Bénézit[4]

## Conservation

### Œuvres en lieux publics
- Groupes scolaires de Mantes-la-Jolie, peintures murales.
- Groupe scolaire P. Serre, Écouen, peintures murales.
- Groupe scolaire Paul-Fort, Ézanville, peintures murales.
- CES de Nogent-le-Rotrou, fresques murales en collaboration avec Victor Roman.
- École maternelle de Blendecques, peintures murales.
- Fontaine de la ville nouvelle d'Évry, mosaïque.
- École maternelle Jacques-Prévert, Les Mureaux, peinture murale.
- Groupe scolaire Eric-Satie, Montigny-le-Bretonneux, tapisserie (Mandala).
- Le Logement français, Palaiseau, tapisseries.
- OPHLM Issy-les-Moulineaux, tapisseries.

### Collections publiques
- Musée Labenche, Brive-la-Gaillarde
- Lieu d'Art et Action contemporaine, Dunkerque.
- Musée de l'Hôtel de la Vicomté, Melun.
- Musée national de la porcelaine Adrien-Dubouché, Limoges.
- Musée des arts décoratifs de Paris.
- Musée Bouilhet-Christofle, Paris.
- Département des estampes et de la photographie de la Bibliothèque nationale de France, Paris.
- Fonds national d'art contemporain, Paris.
- Musée Pierre-Noël de Saint-Dié-des-Vosges.
- Musée de l'hôtel Sandelin, Saint-Omer (Pas-de-Calais)
- Musée de la faïence, Sarreguemines.
- Sèvres - Manufacture et Musée nationaux, Sèvres :
  - Nappe Dialogue, impression cadre à la main 320x180cm, vers 1985[10] ;
  - Assiette Dialogue, verre sérigraphié, diamètre 24cm[11] ;
  - Assiettes Dana, porcelaine, chaque assiette diamètre 24cm[12].
- Musée des arts décoratifs de Budapest.
- Ministère des Affaires étrangères (France) : ambassades de France à Tokyo, Ankara, Ottawa, Dakar, Port-au-Prince, Bruxelles, l'Ile Maurice, Islamabad, New York, Bonn, Téhéran et Phnom Penh.